# Medosebni odnos
Koncept medosebnih odnosov vključuje družbena združenja, povezave ali pripadnosti med dvema ali več osebami. Medosebni odnosi se razlikujejo glede na stopnjo intimnosti ali samo razkrivanja, pa tudi trajanje, vzajemnost in porazdelitev moči, če naštejemo le nekaj dimenzij. Kontekst se lahko razlikuje od družinskih ali sorodstvenih odnosov, prijateljstva, poroke, odnosov s sodelavci, službe, klubov, sosesk in bogoslužnih prostorov. Odnosi se lahko urejajo z zakonom, običaji ali medsebojnimi sporazumi in so osnova za družbene skupine in družbo kot celoto.
Ta povezava lahko temelji na sklepanju, [potrebna dodatna razlaga] ljubezni, solidarnosti, podpori, rednih poslovnih interakcijah ali kakšni drugi vrsti družbene povezanosti ali zavezanosti. Medosebni odnosi uspevajo z nepristranskim in vzajemnim kompromisom, [citiranje je potrebno], ki ga oblikujejo v okviru družbenih, kulturnih in drugih vplivov.
Preučevanje medosebnih odnosov vključuje več vej družbenih ved, vključno s takšnimi disciplinami, kot so komunikologije, psihologija, antropologija, socialno delo, sociologija in matematika.
Znanstvena študija odnosov se je razvila v devetdesetih letih dvajsetega stoletja in jo poimenovali "znanost o odnosih" po raziskavi Ellen Berscheid in Elaine Hatfield. To študijsko področje se loči od nezanesljivih dokazov ali od psevdostrokovnjakov tako, da sklepe temelji na podatkih in na objektivni analizi.

## Vrste

### Intimni odnosi

#### Romantični odnosi na splošno
Romantične odnose so na nešteto načinov definirali pisatelji, filozofi, religije, znanstveniki in v današnjem času svetovalci za odnose. Dve priljubljeni definiciji ljubezni sta Sternbergova trikotna teorija ljubezni in Fisherjeva teorija ljubezni. Sternberg ljubezen opredeljuje z vidika intimnosti, strasti in zavzetosti, za katere trdi, da obstajajo na različnih ravneh v različnih romantičnih odnosih. Fisher ljubezen opredeljuje kot sestavljeno iz treh stopenj: privlačnost, romantična ljubezen in navezanost. Romantični odnosi lahko obstajajo med dvema osebama katerega koli spola ali med skupino ljudi (glej poliamorijo).

#### Ljubezen
Ena od lastnosti romantičnega odnosa je prisotnost ljubezni. Ljubezen je zato enako težko opredeliti. Hazan in Shaver  ljubezen opredelita z uporabo Ainswortove teorije navezanosti, ki vključuje bližino, čustveno podporo, samoraziskovanje in stisko zaradi ločitve, ko se ločita od ljubljene osebe. Drugi sestavni deli, za katere se običajno dogovorijo, da so potrebni za ljubezen, so fizična privlačnost, podobnost, vzajemnost  in samorazkrivanje.

#### Platonska ljubezen
Kot slovar Merriam Webster pojasnjuje platonsko ljubezen kot, "ljubezen, ki jo je spoznal Platon, narašča od strasti do posameznika do kontemplacije univerzalnega in idealnega."  To je ljubezen, ki je ljubeča, a ne spolna; v sodobnih izrazih ga je zlahka zamenjati za spolni odnos.

#### Življenjske faze
Za zgodnje mladostniške odnose so značilni druženje, vzajemnost in spolne izkušnje. Ko odraščajoči odrasli začnejo razvijati navezanost in skrbne lastnosti v svojih odnosih, vključno z ljubeznijo, vezanjem, varnostjo in podporo partnerjem. Tudi zgodnejši odnosi so ponavadi krajši in kažejo večjo povezanost s socialnimi omrežji. Kasnejše zveze pogosto zaznamujejo krčenje družbenih omrežij, saj par posveča več časa drug drugemu kot sodelavcem. Tudi kasnejši odnosi kažejo višjo stopnjo zavzetosti.
Večina psihologov in odnosnih svetovalcev sčasoma napoveduje upad intimnosti in strasti, nadomeščen z večjim poudarkom na spremljevalni ljubezni (ki se razlikuje od mladostniške spremljevalne ljubezni po skrbnih, predanih in partnersko usmerjenih lastnostih). Vendar pa študije v parih niso odkrile upada v intimnosti in ne v pomenu seksa, intimnosti in strastne ljubezni za tiste v daljših ali poznejših odnosih. Starejši ljudje so navadno bolj zadovoljni v svojih odnosih, vendar se soočajo z večjimi ovirami za vstop v nove odnose kot mlajši ali srednji ljudje. Zlasti starejše ženske se soočajo s socialnimi, demografskimi in osebnimi ovirami; moški, stari 65 let in več, imajo skoraj dvakrat večjo verjetnost, da bodo poročeni, vdovci pa skoraj trikrat bolj verjetno, da bodo hodili 18 mesecev po izgubi partnerja v primerjavi z vdovami.

#### Pomembno drugo
Izraz pomemben drug je pridobil popularnost v devetdesetih letih, kar odraža naraščajoče sprejemanje "neheteronormativnih" odnosov. Z njim se lahko izognemo domnevam o spolu ali razmerju (npr. Poročen, zunajzakonski partner, civilna zveza) intimnega partnerja osebe. Skupni odnosi se še naprej povečujejo, pri čemer mnogi partnerji menijo, da je zunajzakonsko življenje skoraj tako resno kot nadomestek zakonske zveze. Predvsem osebe LGBT se lahko pri vzpostavljanju in vzdrževanju intimnih odnosov soočajo z edinstvenimi izzivi. Obseg "ponotranjene homogenogativnosti" in predstavljanje v skladu z družbeno sprejemljivimi spolnimi normami lahko zmanjšata zadovoljstvo in čustvene ter zdravstvene koristi, ki jih doživljajo v svojih odnosih. Mladi LGBT tudi nimajo socialne podpore in vrstniških povezav, ki jih uživajo heteronormativni mladi. Kljub temu so primerjalne študije homoseksualnih in heteroseksualnih parov odkrile le malo razlik v intenzivnosti odnosov, kakovosti, zadovoljstvu ali zavzetosti.

#### Zakonski odnos
Čeprav se netradicionalni odnosi še naprej povečujejo, zakonska zveza še vedno predstavlja večino odnosov, razen med novonastalimi odraslimi. Številni še vedno menijo, da zavzema mesto večjega pomena med družinskimi in družbenimi strukturami.

### Družinske zveze

#### Starš-otrok
V starih časih je bil odnos med starši in otroki pogosto zaznamovan s strahom, bodisi pred uporom ali zapuščenostjo, kar je povzročilo stroge sinovske vloge, na primer v starem Rimu in na Kitajskem. Freud si je zamislil Ojdipov kompleks, domnevno obsedenost, ki jo imajo mladi fantje do matere, in spremljajoči strah in rivalstvo z očetom ter kompleks Electra, v katerem mlado dekle čuti, da jo je mati kastrirala in zato postane obsedena z njo oče. Freudove ideje so desetletja vplivale na razmišljanje o odnosih med starši in otroki.
Druga zgodnja predstava o odnosih med starši in otroki je bila, da ljubezen obstaja le kot biološki pogon za preživetje in udobje otroka. [Citiranje potrebno] Leta 1958 pa je študija Harryja Harlowa primerjala rezusove reakcije na žične "matere" in tkanine " matere "pokazale globino čustev dojenčkov. [po mnenju koga?]
Študija je postavila temelje teoriji navezanosti Mary Ainsworth in pokazala, kako so dojenčki uporabljali svoje "matere" iz blaga kot varno podlago za raziskovanje. V seriji študij, ki so uporabile nenavadno situacijo, scenarij, v katerem je dojenček ločen od združitve s staršem, je Ainsworth opredelil tri sloge odnosov med starši in otroki.
- varno pritrjeni dojenčki pogrešajo starša[23], jih pozdravijo ob vrnitvi in kažejo normalno raziskovanje in pomanjkanje strahu, ko je starš prisoten
- negotovi dojenčki, ki se izogibajo, po ločitvi pokažejo malo stiske in ob vrnitvi ignorirajo negovalca; malo je raziskovati, ko je prisoten starš
- negotovi ambivalentni dojenčki so v stiski zaradi ločitve, vendar so še vedno v stiski po vrnitvi staršev; ti dojenčki tudi malo raziskujejo in kažejo strah tudi, ko je prisoten starš
- nekateri psihologi predlagajo četrti slog navezanosti, neorganiziran, tako imenovan, ker se je vedenje dojenčkov zdelo neorganizirano ali dezorientirano.

Varne navezanosti so povezane z boljšimi družbenimi in akademskimi rezultati, večjo moralno ponotranjenostjo, [potrebna nadaljnja razlaga] in manj prestopništva za otroke, zato je bilo ugotovljeno, da napovedujejo kasnejši uspeh v zvezi.
Skozi konec devetnajstega do dvajsetega stoletja so bili odnosi med mladostniki in starši zaznani v času preobratov. G. Stanley Hall  je populariziral model "Sturm und drang" ali model nevihte in stresa v adolescenci. [Navedba citata] Psihološke raziskave so dale veliko bolj krotko sliko. Čeprav mladostniki bolj iščejo tveganje in imajo novonastali odrasli višjo stopnjo samomorov, so večinoma manj nestanovitni in imajo veliko boljše odnose s starši, kot kaže ta [kar?] Model Zgodnja mladost pogosto zaznamuje upad kakovost odnosov z otroki, ki se nato stabilizira skozi mladost, odnosi pa so včasih boljši v pozni mladosti kot pred njenim začetkom. Z naraščajočo povprečno starostjo zakonske zveze in več mladostnikov, ki obiskujejo fakulteto in živijo s starši po najstniških letih, je koncept novega obdobja, imenovanega nastajajoča odraslost, postajal priljubljen. To velja za obdobje negotovosti in eksperimentiranja med mladostjo in odraslostjo. V tej fazi velja, da so medosebni odnosi bolj osredotočeni nase, odnosi s starši pa so lahko še vedno vplivni.

#### Bratje in sestre
Odnosi med brati in sestrami  močno vplivajo na socialne, psihološke, čustvene in akademske rezultate. Čeprav se bližina in stiki sčasoma običajno zmanjšata, vsestranske vezi še naprej vplivajo na ljudi skozi celo življenje. Na odnose med brati in sestrami vplivajo odnosi med starši in otroki, tako da odnosi med brati in sestrami v otroštvu pogosto odražajo pozitivne ali negativne vidike odnosov otrok s starši.

### Drugi primeri medosebnih odnosov
- Egalitarno in platonsko prijateljstvo
- Sovražnik
- Frenemy - oseba, s katero posameznik ohranja prijateljsko interakcijo kljub temeljnim konfliktom, ki lahko vključujejo rivalstvo, nezaupanje, ljubosumje[30] ali tekmovanje.
- Sosed[31]
- Poslovni odnosi[32]
- Partnerstvo[33]
- Delodajalec in zaposleni
- Pogodbenik
- Kupec
- Najemodajalec in najemnik
- Sodelavec
- Uradno

## Obdobja
Medosebni odnosi so dinamični sistemi, ki se med svojim obstojem neprestano spreminjajo. Tako kot živi organizmi imajo tudi odnosi tudi začetek, življenjsko dobo in konec. Ponavadi postopoma rastejo in se izboljšujejo, ko se ljudje med seboj spoznavajo in čustveno zbližujejo, ali pa se postopoma slabšajo, ko se ljudje oddaljujejo, nadaljujejo s svojim življenjem in ustvarjajo nove odnose z drugimi. Enega najvplivnejših modelov razvoja odnosov je predlagal psiholog George Levinger. Ta model je bil oblikovan za opisovanje heteroseksualnih, odraslih romantičnih odnosov, vendar je bil uporabljen tudi za druge vrste medosebnih odnosov. V skladu z modelom naravni razvoj odnosa poteka v petih fazah:
1. Poznavanje in poznanstvo - Spoznavanje je odvisno od prejšnjih odnosov, fizične bližine, prvih vtisov in številnih drugih dejavnikov. Če se dva človeka začneta imeti rada, lahko nadaljnje interakcije vodijo v naslednjo stopnjo, vendar se lahko seznanjanje nadaljuje za nedoločen čas. Drug primer je združenje.
2. Nabiranje - V tej fazi ljudje začnejo zaupati drug drugemu in jim je mar. Potreba po intimnosti, združljivosti in po filtrirnih sredstvih, kot so splošno ozadje in cilji, bo vplivala na to, ali se interakcija nadaljuje.
3. Nadaljevanje - Ta stopnja sledi vzajemni zavezanosti kar močnemu in tesnemu dolgoročnemu prijateljstvu, romantični zvezi ali celo poroki. Na splošno gre za dolgo, razmeroma stabilno obdobje. Kljub temu se bo v tem času nadaljevala rast in razvoj. Za ohranjanje odnosa je pomembno medsebojno zaupanje.
4. Poslabšanje - ne poslabšajo se vsi odnosi, toda tisti, ki kažejo znake težav. Lahko se pojavijo dolgčas, zamera in nezadovoljstvo, posamezniki pa lahko manj komunicirajo in se izogibajo samo razkrivanju. Izguba zaupanja in izdaja se lahko zgodi, ko se spirala navzdol nadaljuje in sčasoma razmerje konča. (Udeleženci lahko drugače najdejo način za rešitev težav in ponovno vzpostavijo zaupanje in prepričanje v druge.)
5. Konec - zadnja faza pomeni konec zveze, bodisi s prekinitvami, smrtjo bodisi s prostorsko ločitvijo za kar nekaj časa in prekinitvijo vseh obstoječih vezi bodisi prijateljstva bodisi romantične ljubezni[37].

#### Prekinitev odnosa
Po najnovejšem sistematičnem pregledu ekonomske literature o dejavnikih, povezanih z zadovoljstvom z življenjem (iz leta 2007), so stabilni in varni odnosi koristni, zato je razpad odnosov škodljiv.
Ameriško psihološko združenje je povzelo dokaze o razpadih. Prekinitev zveze je lahko dejansko pozitivna izkušnja, ko odnos ni razširil sebe in ko razhod vodi v osebnostno rast. Priporočajo tudi nekaj načinov za obvladovanje izkušenj:
- Namensko osredotočanje na pozitivne vidike razpada ("dejavniki, ki vodijo do razpada, dejanski razpad in čas takoj po razhodu")
- Zmanjšanje negativnih čustev
- Zapisovanje pozitivnih vidikov razpada (npr. "Udobje, samozavest, opolnomočenje, energija, sreča, optimizem[38], olajšanje, zadovoljstvo, hvaležnost in modrost[39]"). Ta vaja deluje najbolje, čeprav ne izključno, kadar je prekinitev vzajemna.

Manj časa med razhodom in naslednjo zvezo napoveduje večjo samozavest, varnost navezanosti, čustveno stabilnost, spoštovanje novega partnerja in večje počutje. Poleg tega povratni odnosi ne trajajo nič krajše kot običajni odnosi. 60% ljudi je prijateljev z enim ali več bivšimi. 60% ljudi je imelo nenamerne odnose. 37% parov, ki živijo v zunajzakonski skupnosti, in 23% poročenih se je razšlo in se vrnilo skupaj s svojim obstoječim partnerjem.
Prenehanje zakonske zveze pomeni ločitev. Eden od razlogov za ločitev je nezvestoba. O determinantah nezvestobe razpravljajo ponudniki storitev zmenkov, feministke, akademiki in znanstveni komunikatorji. Glede na sedanjo psihologijo stopnja zavzetosti moških bolj kot moških odloča, ali se bo odnos nadaljeval.

## Patološki odnosi

### Žaljiv
Zlorabljajoči odnosi vključujejo bodisi trpinčenje bodisi nasilje enega posameznika do drugega in vključujejo fizično zlorabo, fizično zanemarjanje, spolno zlorabo in čustveno trpinčenje. V ZDA so zelo razširjeni nasilni odnosi v družini, ki običajno žrtve žensk ali otrok. Pogosti posamezni dejavniki za zlorabe vključujejo nizko samopodobo, slab nadzor impulzov, zunanji lokus nadzora, uživanje drog, zlorabo alkohola in negativno naklonjenost. Obstajajo tudi zunanji dejavniki, kot so stres, revščina in izguba, ki prispevajo k verjetnosti zlorabe.

### Soodvisno
Soodvisnost se je sprva osredotočala na soodvisnega partnerja, ki omogoča zlorabo substanc, vendar je postala širše opredeljena za opis nefunkcionalnega odnosa z izjemno odvisnostjo ali preokupacijo z drugo osebo. Nekateri se na soodvisnost celo sklicujejo kot na odvisnost od odnosa. Poudarek soodvisnega posameznika je ponavadi osredotočen na čustveno stanje, vedenjske odločitve, misli in prepričanja druge osebe. Pogosto tisti, ki so soodvisni, zanemarjajo sebe, da bi poskrbeli za druge, in imajo težave s popolnim razvojem svoje identitete sami.

### Narcisi
Narcisi se osredotočajo nase in se pogosto distancirajo od intimnih odnosov; poudarek na narcističnih medosebnih odnosih je spodbujanje lastnega koncepta. Na splošno narcisi kažejo manj empatije v odnosih in ljubezen gledajo pragmatično ali kot igro, ki vključuje čustva drugih.
Narcisi so običajno del osebnostne motnje, Narcistične osebnostne motnje (NPD). V odnosih ponavadi vplivajo na drugo osebo, ko jo poskušajo uporabiti za povečanje samozavesti. Zaradi posebnih vrst NPD človek ni sposoben imeti medsebojnih odnosov, ker je zvit, zavidljiv in zaničljiv.

## Pomen
Človeška bitja so po naravi družbena in jih oblikujejo njihove izkušnje z drugimi. Obstaja več perspektiv za razumevanje te neločljive motivacije za interakcijo z drugimi.

### Treba je pripadati
Glede na Maslowovo hierarhijo potreb morajo ljudje čutiti ljubezen (spolno / neseksualno) in sprejemanje s strani družbenih skupin (družina, skupine vrstnikov). Pravzaprav je potreba po pripadnosti tako zakoreninjena, da je morda dovolj močna, da premaga fiziološke in varnostne potrebe, na primer navezanost otrok na nasilne starše ali bivanje v nasilnih romantičnih odnosih. Takšni primeri ponazarjajo, v kolikšni meri je zasidran psihobiološki nagon po pripadnosti.

### Socialna izmenjava
Drug način, kako oceniti pomen odnosov, je v okviru okvira za nagrajevanje. Ta perspektiva kaže na to, da se posamezniki vključujejo tako v materialne kot v neoprijemljive odnose, ki so koristni. Koncept se prilega večji teoriji družbene izmenjave. Ta teorija temelji na ideji, da se odnosi razvijajo kot rezultat analize stroškov in koristi. Posamezniki iščejo nagrade v interakciji z drugimi in so za te nagrade pripravljeni plačati stroške. V najboljšem primeru bodo nagrade presegle stroške in ustvarile neto dobiček. To lahko privede do "nakupovanja" ali nenehne primerjave alternativ, da bi povečali koristi ali koristi, hkrati pa zmanjšali stroške.

### Relacijski jaz
Odnosi so pomembni tudi zaradi njihove sposobnosti, da posameznikom pomagajo razviti občutek zase. Relacijski jaz je del posameznikovega samopodobe, ki je sestavljen iz občutkov in prepričanj, ki jih ima človek do sebe, ki se razvijejo na podlagi interakcij z drugimi. Z drugimi besedami, čustva in vedenje posameznika oblikujejo predhodni odnosi. Relacijska samo teorija trdi, da prejšnji in obstoječi odnosi vplivajo na čustva in vedenje ljudi v interakciji z novimi posamezniki, zlasti tistimi, ki ga v njegovem življenju spominjajo na druge. Študije so pokazale, da izpostavljenost nekomu, ki spominja na pomembnega drugega, aktivira specifična prepričanja o sebi in spremeni način razmišljanja o sebi v tem trenutku bolj kot izpostavljenost nekomu, ki ni podoben svojemu pomembnemu drugemu.

## Moč in prevlada
Moč je sposobnost vplivanja na vedenje drugih ljudi. Kadar imata dve stranki moči ali uveljavljata neenako raven moči, se ena imenuje "prevladujoča", druga pa "podrejena". Izrazi prevlade lahko sporočajo namen uveljavljanja ali ohranjanje prevlade v odnosu. Pokornost je lahko koristna, saj prihrani čas, čustveni stres in se lahko izogne sovražnim dejanjem, kot so zadrževanje virov, prenehanje sodelovanja, prekinitev zveze, ohranjanje zamere ali celo fizično nasilje. Predložitev poteka v različnih stopnjah; na primer, nekateri zaposleni lahko brez dvoma upoštevajo ukaze, drugi pa lahko izrazijo nestrinjanje, vendar na pritisk priznajo.
Skupine ljudi lahko tvorijo prevladujočo hierarhijo. Na primer, hierarhična organizacija uporablja hierarhijo ukazov za upravljanje od zgoraj navzdol. To lahko zmanjša čas, zapravljen v sporu zaradi nepomembnih odločitev, prepreči, da bi nedosledne odločitve škodile poslovanju organizacije, ohranile usklajenost velikega števila delavcev s cilji lastnikov (ki jih delavci morda osebno ne delijo) in če temelji napredovanje na podlagi zaslug pomagajo zagotoviti, da ljudje z najboljšim strokovnim znanjem sprejemajo pomembne odločitve. To je v nasprotju s skupinskim odločanjem in sistemi, ki spodbujajo odločanje in samoorganizacijo s strani "front-line" zaposlenih, ki imajo v nekaterih primerih boljše informacije o potrebah strank ali kako učinkovito delati. Prevlada je le en vidik organizacijske strukture.
Struktura moči opisuje odnose moči in prevlade v večji družbi. Na primer, fevdalna družba pod monarhijo kaže močno prevladujočo hierarhijo tako v ekonomiji kot v fizični moči, medtem ko so prevladujoči odnosi v družbi z demokracijo in kapitalizmom bolj zapleteni.
V poslovnih odnosih je prevlada pogosto povezana z ekonomsko močjo. Podjetje lahko na primer sprejme podrejen odnos do želja strank (skladiščenje kupcev) in pritožb ("stranka ima vedno prav"), da bi zaslužilo več denarja. Podjetje z monopolno močjo se lahko manj odziva na pritožbe strank, ker si lahko privošči, da zavzame prevladujoč položaj. V poslovnem partnerstvu je "tihi partner" tisti, ki zavzame podrejen položaj v vseh pogledih, vendar obdrži finančno lastništvo in delež dobička.
Dve stranki sta lahko prevladujoči na različnih področjih. Na primer, v prijateljskem ali romantičnem razmerju ima ena oseba močna mnenja o tem, kje naj večerja, druga pa o tem, kako okrasiti skupni prostor. Za stranko s šibkimi preferencami bi lahko bilo koristno, če bi bila na tem področju pokorna, ker jih ne bo osrečila in se izognila konfliktom s stranko, ki bi bila nesrečna.
Model oskrbovalca je povezan z dodelitvami vlog med spoloma, kjer bi bil moški v heteroseksualnem zakonu prevladujoč na vseh področjih.

## Zadovoljstvo v odnosih
Teorija socialnih izmenjav in Rusbultov naložbeni model kažeta, da zadovoljstvo v odnosih temelji na treh dejavnikih: nagradah, stroških in ravni primerjave (Miller, 2012). Nagrade se nanašajo na pozitivne vidike partnerja ali odnosa. Nasprotno pa so stroški negativni ali neprijetni vidiki partnerja ali njihovega odnosa. Raven primerjave vključuje, kaj vsak partner pričakuje od razmerja. Na raven primerjave vplivajo pretekli odnosi in splošna pričakovanja v odnosih, ki jih učijo družina in prijatelji.
Posamezniki v razmerjih na daljavo, LDR, so svoje odnose ocenili kot bolj zadovoljive kot posamezniki v bližnji zvezi, PR  Holt in Stone (1988) sta tudi ugotovila, da imajo pari na daljavo, ki so se lahko srečali s svojim partnerjem vsaj enkrat na mesec, podobno stopnjo zadovoljstva kot zunajzakonski pari, ki so sobivali. Zadovoljstvo v odnosih je bilo tudi manjše za člane LDR-jev, ki so partnerja videli redkeje kot enkrat na mesec. LDR pari so poročali o enaki stopnji zadovoljstva v odnosih kot pari v odnosih z javnostmi, čeprav so se videli v povprečju enkrat na 23 dni.
Teorija socialne izmenjave in naložbeni model teoretizirata, da bi bili odnosi z visokimi stroški manj zadovoljivi kot odnosi z nizkimi stroški. LDR imajo višjo raven stroškov kot PR, zato bi domnevali, da so LDR manj zadovoljivi kot PR. Posamezniki v LDR so bolj zadovoljni s svojimi odnosi v primerjavi s posamezniki v PR.  To je mogoče razložiti z edinstvenimi vidiki LDR-jev, kako posamezniki uporabljajo vedenja vzdrževanja odnosov in stili navezanosti posameznikov v odnosih. Zato so stroški in koristi razmerja za posameznika subjektivni, ljudje v LDR pa ponavadi poročajo o nižjih stroških in višjih koristih v svojih odnosih v primerjavi z PR-ji.

### Teorije in empirične raziskave

#### Konfucijanstvo
Konfucijanstvo je študija in teorija odnosov, zlasti znotraj hierarhij. Družbena harmonija - osrednji cilj konfucijanizma - deloma izhaja iz tega, da vsak posameznik pozna svoje mesto v družbeni ureditvi in dobro odigra svojo vlogo. Posebne dolžnosti izhajajo iz posebne situacije vsake osebe v primerjavi z drugimi. Posameznik stoji istočasno v več različnih odnosih z različnimi ljudmi: kot mlajši v odnosu do staršev in starejših ter kot starejši v odnosu do mlajših bratov in sester, študentov in drugih. Mlajši mladinci v konfucijanstvu štejejo, da svojim starejšim dolgujejo spoštovanje, starejši pa imajo naklonjenost in skrb do mladincev. V vzhodnoazijskih kulturah do danes prevladuje poudarek na vzajemnosti.

#### Upoštevajoč odnos
Teorija pozornosti odnosov kaže, kako se lahko poveča bližina odnosov. Upoštevanje je "vzajemni postopek spoznavanja, ki vključuje neprestane, medsebojno povezane misli, občutke in vedenja oseb v razmerju." Pet komponent "razmišljanja" vključuje:
1. Vedeti in biti znan: skušati razumeti partnerja
2. Ustvarjanje odnosov za izboljšanje vedenja: dajanje koristi dvomu
3. Sprejemanje in spoštovanje: empatija in socialne veščine
4. Ohranjanje vzajemnosti: aktivno sodelovanje pri krepitvi odnosov
5. Neprekinjenost razmišljanja: vztrajanje v pozornosti

## V popularni kulturi

### Priljubljeno dojemanje
Na priljubljeno zaznavanje intimnih odnosov močno vplivajo filmi in televizija. Pogosta sporočila so, da je ljubezen vnaprej določena, ljubezen na prvi pogled je mogoča in da ljubezen s pravo osebo vedno uspe. Tisti, ki uživajo najbolj romantične medije, običajno verjamejo v vnaprej določeno romanco in da se tisti, ki jim je usojeno, da se skupaj implicitno razumejo. Ta prepričanja pa lahko vodijo do manj komunikacije in reševanja problemov, pa tudi do lažjega opuščanja odnosov, ko naletimo na konflikt.

### Socialna omrežja
Socialni mediji so spremenili obraz medosebnih odnosov. Romantični medosebni odnosi niso nič manj prizadeti. Facebook je na primer v ZDA postal sestavni del postopka zmenkov za novonastale odrasle. Socialni mediji lahko pozitivno in negativno vplivajo na romantične odnose. Podporna socialna omrežja so bila na primer povezana z bolj stabilnimi odnosi. Vendar pa lahko uporaba družabnih medijev olajša konflikte, ljubosumje in pasivno agresivno vedenje, kot je vohunjenje za partnerjem.  Poleg neposrednih učinkov na razvoj, vzdrževanje in zaznavanje romantičnih odnosov je pretirana uporaba družbenih omrežij povezana z ljubosumjem in nezadovoljstvom v odnosih.
Vse večji del prebivalstva se ukvarja s povsem spletnimi zmenki, včasih pa ne vedno v smeri tradicionalnih osebnih stikov. Ti spletni odnosi se razlikujejo od odnosov iz oči v oči; na primer, samorazkritje je lahko primarnega pomena pri razvoju spletnega odnosa. Obvladovanje konfliktov se razlikuje, saj je izogibanje lažje in se sposobnosti reševanja konfliktov morda ne bodo razvijale na enak način. Poleg tega se definicija nezvestobe razširi in zoži, saj je fizično nezvestobo lažje prikriti, čustvena nezvestoba (npr. Klepet z več kot enim spletnim partnerjem) pa postane resnejši prekršek.